# Saúl Huerta Corona
Benjamín Saúl Huerta Corona (San Francisco Totimehuacán, Puebla, Puebla; 31 de marzo de 1958) es un político, abogado y docente mexicano sin partido y exmiembro del Partido Revolucionario Institucional (PRI) y Movimiento Regeneración Nacional (Morena). Fue diputado federal entre 2018 y 2021, desaforado el 11 de agosto del último año.

## Reseña biográfica
Saúl Huerta Corona nació en San Francisco Totimehuacan en el municipio de Puebla el 31 de marzo de 1958. Es licenciado en Derecho egresado de la Benemérita Universidad Autónoma de Puebla, tiene estudios de diplomado en Políticas Públicas y Mercadotecnia Política. Ha sido docente de las asignaturas de Historia de las Instituciones Jurídicas, derecho romano y derecho fiscal. Está casado con la abogada Rosa María Alcobas Torres con quien tiene un despacho de abogados llamado Huerta Alcobas Segovia y Asociados.

### Primeros cargos políticos
Inició su actividad política en 1973 como integrante de la Juventud Revolucionaria de la Confederación Nacional de Organizaciones Populares (CNOP) del Partido Revolucionario Institucional (PRI), organización en la que ocupó varios cargos, como son coordinador en el estado de Puebla, secretario adjunto a la secretaria general del Comité Directivo Estatal en 1986 y secretario de Organización del mismo comité estatal en 2005.
De 1977 a 1979 fue secretario de la presidencia auxiliar de San Francisco Totimehuacan, Puebla, de 1979 a 1980 fue delegado censal y municipal en Jolalpan y de 1980 a 1983 fue agente subalterno del ministerio público nuevamente en San Francisco Totimehuacan.
En 2008 creó la asociación civil «Valor y Fuerza de Juntas Auxiliares e Inspectorías» con la que ha buscado fortalecer a estas comunidades y mejorar las condiciones de vida de sus vecinos de San Francisco Totimehuacán y otras localidades.
En 2010 fue uno de los aspirantes a la candidatura del PRI a Presidente Municipal de Puebla, que le correspondió a Blanca Alcalá Ruiz, de 2011 a 2012 fue secretario adjunto a la presidencia del comité estatal del PRI y en 2012 fue candidato del mismo partido a diputado federal, no habiendo logrado el triunfo.

### Diputado federal
Renunció a su militancia en el PRI y se unió a Morena, que lo postuló en 2018 candidato a diputado federal por el Distrito 11 de Puebla; siendo electo con 102 mil 651 votos significando el 55.42% de los mismos, e iniciando la LXIV Legislatura hasta el 31 de agosto de 2021, tomando protesta el 1 de septiembre de 2018, es secretario de la comisión de Hacienda y Crédito Público; e integrante de la de Energía; y de Recursos Hidráulicos, Agua Potable y Saneamiento. Contando con intenciones de reelegirse el diputado renunció a su candidatura el 22 de abril de 2021 tras las acusaciones de presunto abuso sexual a un menor de edad que tiene en su contra y siendo reemplazado por Carlos Hernández Hernández quien era candidato por el distrito 17 local de Puebla para diputado local.
| Comisiones y comités a los que pertenece                                                                          | Comisiones y comités a los que pertenece | Comisiones y comités a los que pertenece        |
| Comisión o Comité                                                                                                 | Puesto                                   | Periodo                                         |
| --- | ---------------------------------------- | ----------------------------------------------- |
| Hacienda y Crédito Público                                                                                        | Secretario                               | 27 de septiembre de 2018 - 11 de agosto de 2021 |
| Justicia | Secretario                               | 20 de abril de 2021 - 11 de agosto de 2021      |
| Energía | Integrante                               | 9 de octubre de 2018 - 11 de agosto de 2021     |
| Tercera Comisión de Trabajo: Hacienda y Crédito Público; Agricultura y Fomento; Comunicaciones; y, Obras Públicas | Integrante                               | 7 de enero de 2021 - 31 de enero de 2021        |
| Recursos Hidráulicos, Agua Potable y Saneamiento                                                                  | Integrante                               | 9 de octubre de 2018 - 3 de marzo de 2021       |

## Polémicas

### Acusaciones de abuso sexual
Siendo diputado federal, el 21 de abril de 2021 fue reportado que habría sido detenido por la fuerza pública en un hotel ubicado en la colonia Juárez en la Ciudad de México, siendo acusado por presunto abuso sexual a un menor. Sin embargo, y en virtud de su fuero parlamentario, fue liberado e incluso pudo asistir a distancia a la sesión de la Cámara de Diputados de ese mismo día, pero la investigación de los hechos por los que es señalado continúan de parte de las autoridades correspondientes. Tras estos hechos, él se declaró inocente, señalando estar siendo víctima de un chantaje e intento de extorsión donde exclamo «Soy inocente y estoy seguro que la verdad saldrá a la luz; hoy se ha cometido una grave afectación a mi imagen y a la de mi familia, por ello exhorto a las autoridades competentes a que se hagan los deslindes de las responsabilidades que en este caso ameritan y que pronto se haga justicia y que la verdad salga a la luz pública»; y el mismo día, en medios de comunicación, fueron difundidas una entrevista con el menor y un audio en donde el diputado presuntamente trata de negociar con la madre del menor el que se interpongan denuncias en su contra a cambio de una compensación económica.
El 22 de abril, el líder de los diputados de Morena, Ignacio Mier Velazco, rechazó que su partido fuera a solicitar el desafuero del diputado Huerta Corona, argumentando que su acusación no había ocurrido en sus funciones de diputado y a quien le correspondía solicitarlo en su caso, era a la fiscalía de la Ciudad de México, sin embargo el mismo día la secretaria general del partido, Citlalli Hernández Mora, manifestó que lo más conveniente sería que Saúl Huerta solicitara licencia al cargo y se pusiera a disposición de la autoridad, y que si no lo hacía entonces el partido debería promover su proceso de desafuero. Tras ello, con misma fecha, Saúl Huerta Corona, renunció formalmente a la candidatura a la reelección como diputado por el distrito 11 de Puebla.
El 30 de abril de 2021 la Fiscalía General de Justicia de la Ciudad de México determinó que el menor de 15 años presuntamente agredido por el diputado sí presenta rasgos de abuso sexual y fue intoxicado con etanol, peritajes que fueron presentados a la abogada de la familia revelaron la presencia de este químico en el cuerpo del menor de edad, según fuentes de la institución.
El 8 de mayo de 2021 la Sección Instructora de la Cámara de Diputados de México abrió un periodo inicial de 30 días para el desahogo de pruebas en el proceso de desafuero en contra de Saúl Huerta donde se analizarán las pruebas aportadas por la Fiscalía General de Justicia de la Ciudad de México.
El 5 de julio de 2021 la Sección Instructora de la Cámara de Diputados se reunió para dictaminar su caso, junto con el del también diputado Mauricio Toledo Gutiérrez, declarándolos procedentes; ante ello, se debe de convocar a la Cámara de Diputados a un periodo extraordinario de sesiones a fin de que se constituya en Jurado de Procedencia y pueda en su caso, retirar el fuero a ambos legisladores. Sin embargo, el 13 de julio que debía de presentarse el caso ante la Comisión Permanente para votar la convocatoria del periodo extraordinario de sesiones, la falta de acuerdos entre los grupos parlamentarios llevó a que no se presentara dicha propuesta.
La continua postergación del trámite, conllevó el enfrentamiento de los diputados de oposición con los de Morena, e incluso el de varios personajes políticos de importancia dentro del mismo partido, como el subsecretario Alejandro Encinas Rodríguez, quien pidió se acelerara el trámite, petición que fue rechazada por el senador Ricardo Monreal Ávila. Ante este hecho, el 9 de agosto, los padres de uno de los menores presuntamente abusado por Saúl Huerta se presentaron en el Senado para exigir el dictamen de su desafuero, respaldados por la diputada morenista Carmen Almeida Navarro. Finalmente, ese mismo día, la Comisión Permanente del Congreso aprobó la convocatoria de un periodo extraordinario de sesiones para discutir y en su caso aprobar, el desafuero de los diputados Saúl Huerta Corona y Mauricio Toledo Gutiérrez. Finalmente el 11 de agosto con 447 votos a favor, cero en contra y dos abstenciones, la Cámara de Diputados le retiro el fuero parlamentario y con esto lo ponen a disposición de la Fiscalía General de Justicia de la Ciudad de México para que sea presentado ante un juez y se proceda penalmente en su contra.
Tras estos hechos, hizo público que se entregaría a las autoridades al considerar que era la única forma de demostrar su inocencia, en consecuencia, fue detenido por autoridades de la Fiscalía de la Ciudad de México la madrugada del 19 de agosto de 2021 y trasladado al Reclusorio Preventivo Varonil Oriente donde será presentado ante del Juez de Control. El 19 de agosto de 2021 se entregó a la Policía de Investigaciones de la Fiscalía de la Ciudad de México a la 1:08, en la colonia Roma, alcaldía Cuauhtémoc, Ciudad de México, para su certificación médica, a fin de ser llevado posteriormente al Reclusorio Preventivo Varonil Oriente.
El 7 de febrero de 2024 un tribunal de Puebla, le impuso una sentencia de 22 años de prisión al considerarlo responsable del delitode violación en contra de un menor de edad; siendo la segunda condena en su contra y encontrándose aún en desarrollo el juicio por otras dos acusaciones.